# 城仲模
城仲模（1938年10月30日—）是臺灣臺南市城氏族人出身的政治人物，前任司法院大法官兼司法院副院長。1957年第一名考上東吳大學政治學系，二年級轉到法律學系，1962年畢業。1966年，在日本早稻田大學取得法學碩士學位。1970年，獲得奧地利維也納大學法學博士。

## 生平

### 早年
城仲模生於臺南市帆寮街，幼年時適逢二次世界大戰，舉家搬遷至台南縣。
他在早稻田大學畢業後在奧地利維也納大學取得法學博士，又於美國威斯康辛大学遊學。回台後於中興大學法商學院任教，1973年出任行政院法規會委員。

### 從政
城仲模擔任行政院法規會委員與時任政務委員李登輝結識。李擔任台北市長時原欲城仲模擔任市府副秘書長，但遭拒絕。李登輝升任台灣省政府主席後，城仲模出任台灣省政府委員。

## 爭議、事件
2003年8月17日，由澄社、民間司法改革基金會、台灣法學會、台灣人權促進會、台北律師公會及中華民國律師公會全國聯合會等民間團體組成的「民間監督大法官人選聯盟」公佈大法官提名人評鑑報告，結果中華民國總統陳水扁提名的十五位大法官人選適任比率均超過50%，不適任比率最高的是司法院副院長城仲模19.44%。
2003年9月8日，由於前中華民國總統李登輝發表「中華民國不存在」的談話引發政治效應，波及到了司法院正副院長與大法官資格審查。城仲模在立法院接受資格審查時，中國國民黨立法委員郭添財質詢有關出國時的國籍是填寫台灣或者是中華民國，他表示：他都是填寫「中華民國（ROC）」。
2006年4月5日，蘋果日報揭露城仲模於4月2日上午與國立雲林科技大學科技法律研究所助理教授王美心進入汽車旅館70分鐘，但城仲模否認雙方有非正常關係。4月6日，城仲模請辭大法官以及兼任司法院副院長之職務，晚間陳水扁正式批准辭呈。事後，王美心表示與城仲模不熟識。之後城仲模接下台灣法治暨政策研究基金會董事長與台灣行政法學會理事長等職。
2008年6月19日，城仲模當選李登輝之友會（李友會）第三屆總會長。城仲模表示，會繼續宣揚李登輝「疼惜台灣」理念，幫助讓台灣提升，讓台灣未來的路走得更有尊嚴，也會在既有基礎之下，到台灣各地與美國等國家成立分會，繼續紮根。2009年8月17日，城仲模辭去李友會總會長和群策會（現李登輝基金會）董事職務，退出李友會運作。
2009年1月7日，城仲模在美國表示，根據《舊金山和約》，中華民國在台灣並非主權獨立的國家、而是流亡政府，因此美國政府應核准讓台灣獨立；也表示民進黨推動入聯公投是「失智」，2008年馬英九當選總統根本「無效」。2月5日，在美國聲援台灣平民民主黨主席林志昇的控美案時，表示1945年日本戰敗後，台灣暫時交由美軍的同盟國管理，因此台灣是美國的第六個屬地，台灣人民應該領取美國護照。
2011年3月15日，城仲模先後公開福爾摩沙法理建國黨所專屬的中國信託商業銀行與中華郵政帳號，針對東日本大地震事件號召台灣民眾募款，2011年6月29日，城仲模以福爾摩沙法理建國黨主席的身份，於台灣民政府官方網站公布東日本大地震賑災捐款事宜，一共捐贈金額共計新台幣372,000元，由日本交流協會經理室主任松田宏點交面收。

## 外部連結
| 中華民國政府職務 | 中華民國政府職務                                 | 中華民國政府職務 |
| ---------------- | ------------------------------------------------ | ---------------- |
| 行政院           |                                                  |                  |
| 前任： 廖正豪    | 法務部部長 第七任 1998年7月15日－1999年2月1日    | 繼任： 葉金鳳    |
| 司法院           |                                                  |                  |
| 前任： 呂有文    | 司法院副院長 第十四任 1999年2月1日－2006年4月7日 | 繼任： 賴英照    |